# Villa romaine de Quinta da Abicada
La villa romaine de Quinta da Abicada, est un site archéologique située dans la freguesia de Mexilhoeira Grande (pt), sur le territoire de la municipalité de Portimão (district de Faro, Portugal),.
Il s'agit d'une villa romaine qui est principalement connue pour ses mosaïques à motifs géométriques, transférées aux musées de Portimão et de Lagos pour y être préservées. La villa fut principalement occupée entre les Ier et IVe siècles, avec des traces d'occupation ultérieure. Elle fut fouillée par José Leite de Vasconcellos en 1919 et José Formosinho en 1938.
Elle est classée Monument national depuis 1946.

## Description
Le complexe est situé sur un promontoire exposé au sud culminant à environ 8 m au-dessus du niveau de la mer et est entouré par les rivières Ribeira do Farelo et Ribeira de Senhora do Verde (Ribeira da Torre), qui se jettent dans la Ria de Alvor. Le bâtiment, classé villa maritima, se caractérise par son architecture sophistiquée avec deux péristyles, l'un hexagonal, l'autre carré. La villa contenait des mosaïques polychromes géométriques bien conservées (aujourd'hui conservées au musée de Portimão) et daterait du IVe siècle. La colline elle-même fut habitée du Ier siècle au Ve siècle et a fourni des objets romains des Ier et IIe siècles. La villa couvre environ 2 000 m2 avec une vue vers la mer.

## Archéologie
En 1938, l'archéologue José Formosinho Sanches a découvert les vestiges de la pars rustica, notamment de grands bassins utilisés pour des fruits de mer, à 20 m mètres au sud de la villa. Une jetée et un quai permettaient un accès navigable à l'estuaire et à la mer.
La forte densité de sites de l'âge du fer post-Tartessos dans la région et le site de l'âge du cuivre d'Alcalar témoignent de la continuité de l'occupation des terres par les populations autochtones dans les zones utilisées à l'époque romaine. La riche biodiversité de l'estuaire et des lagunes explique ce phénomène. Poissons, crustacés, crabes et oiseaux autrefois abondants ont permis la subsistance d'importantes populations humaines et, au IVe siècle siècle, une exploitation commerciale à grande échelle.

### Les mosaïques
Des sols en mosaïque ont été découverts dans presque toutes les pièces. Les mosaïques présentent des motifs d'abacules sur une couche d'opus caementicium. Polychromes, elles présentent des motifs géométriques et floraux. Des vases sont également représentés. Les abacules de différents types de pierre sont de couleur grise, rouge, blanche et bleue.

### Les artefacts
Les découvertes effectuées dans les années 1930 se trouvent au  Musée municipal Dr José Formosinho à Lagos. Elles se composent principalement d'objets en métal, tels que des objets en plomb et en bronze. En raison de l'absence de stratification, les découvertes ne donnent malheureusement pas un aperçu significatif. Les découvertes ultérieures comprennent des outils de l'industrie de la pêche, des cosmétiques, une plaque de verre à bord de col (Ier siècle apr. J.-C., quelques pièces de céramique utilitaire et des amphores datant de la période impériale moyenne, ainsi que des pièces de monnaie de phases de peuplement ultérieures, dont deux de l'époque constantinienne et des pièces de monnaie de l'époque théodosienne. Les découvertes comprenaient également du garum à la sauce de poisson et des bassins de salaison de poisson bordés d'opus caementitium. Cela permet de tirer des conclusions sur la commercialisation des ressources maritimes et étaye la classification en villa maritima.

## Galerie

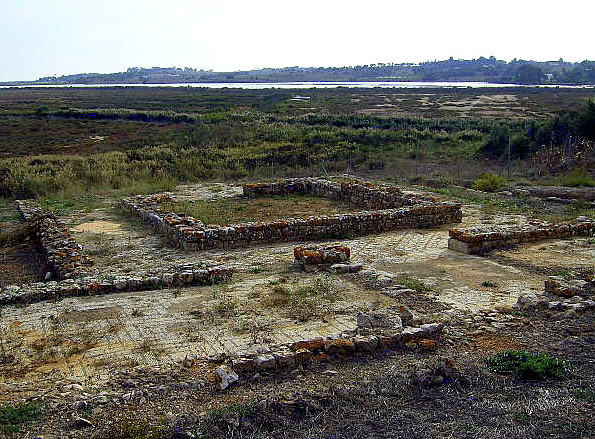
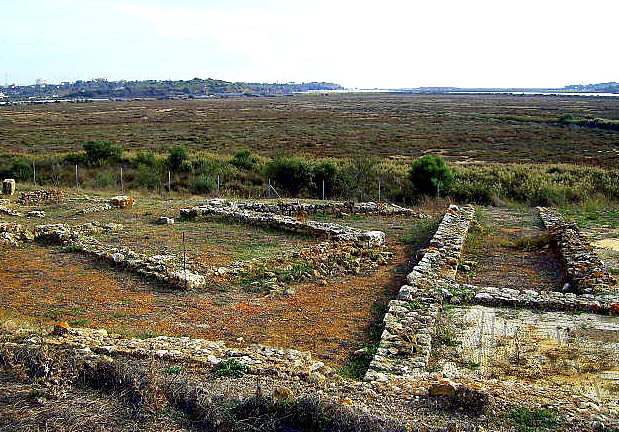